# Petr Novotný (sklář)
Petr Novotný (9. února 1952 Ústí nad Orlicí – 3. května 2024 Nový Bor) byl český sklářský mistr, pedagog a podnikatel, který produkoval umělecké sklo pod vlastní značkou Novotny Glass.

## Život
V letech 1967–1969 absolvoval nejprve odborné učiliště sklářské a poté do roku 1972 Střední průmyslovou školu sklářskou v Novém Boru. Po základní vojenské službě nastoupil do sklářské huti „Hantych“ v novoborském podniku Crystalex. Byl asistentem známého sklářského mistra Josefa Rozinka, který realizoval návrhy významných sklářských výtvarníků a designérů, například René Roubíčka nebo Pavla Hlavy. Odtud roku 1980 přešel učit na sklářské učební středisko firmy. V letech 1982–1985 studoval na Pedagogické fakultě Univerzity Jana Evangelisty Purkyně v Ústí nad Labem.
Po celou dobu se zdokonaloval ve sklářském řemesle v novoborských sklárnách, kam přijížděli i výtvarníci ze zahraničí. Roku 1983 se zúčastnil 9. Sklářského sympozia ve Škrdlovicích. Již roku 1986 byl řazen mezi tři nejlepší skláře na světě. Po smrti Josefa Rozinka (1911–1992) byl Petr Novotný považován za nejlepšího foukače skla s mezinárodním renomé. Petr Novotný se často zúčastňoval sklářských sympozií a předváděcích akcí v zahraničí. Když ve druhé polovině 80. let začal jezdit na sklářská sympozia do Švýcarska, Německa a Holandska, začala se o něj zajímat kontrarozvědka (StB). Informoval o tom své přátele B. Šípka a R. Roubíčka, se kterými tehdy spolupracoval. Dostával obsílky k výslechům, ale odolal žádostem StB psát o svých cestách hlášení.
V letech 1989 a 1994 propagoval české sklářské řemeslo v Japonsku. Organizace OSN pro průmyslový rozvoj UNIDO ho spolu se sklářským umělcem Martinem Janeckým vyslala v roce 2002 do indického sklářského centra Firozabad, kde učil místní skláře. Mnohokrát také vedl mezi lety 1993–2009 sklářské kurzy na Pilchuck Glass School ve Spojených státech amerických.
Roku 1983 byl oceněn titulem Mistr uměleckého řemesla.

## Profesní kariéra
Již v 80. letech si Petr Novotný zřídil ve svém rodinném domě plynem vytápěnou sklářskou pícku na 5 kg skloviny, kde vyráběl ve volném čase jednoduché skleněné výrobky, jako např. tzv. bucny – kulaté výplně historických oken pro památkáře. Postupně se zaměřil také na repliky historických sklenic z lesního skla. Je specialistou na kopie a opravy historického skla, např. benátských lustrů, ke kterým zhotovuje náhradní součásti.
Po roce 1989 pokračoval s domácí výrobou ve společnosti s dalšími skláři pod obchodním názvem BON – Biron, Otčenášek, Novotný. Když později Biron odešel do důchodu, nahradil ho jeho zeť Březina a název firmy zůstal zachován. V té době Petr Novotný už začal uvažovat o projektu velké sklárny a společně s několika skláři z huti "Hantych" a společníky Fafalou a Hladíkem si pronajal v podniku Lustry v Kamenickém Šenově velkou sklářskou pec.

### Ajeto
Roku 1992 zakoupili na úvěr zchátralou budovu bývalé německé barvírny látek v Lindavě, kterou rekonstruovali. Novotný spolu s technologem Liborem Fafalou a uměleckým ředitelem Bořkem Šípkem zde otevřeli sklárnu AJETO 28. 10. 1994, při příležitosti pátého Novoborského sympozia Glass Ambitions, které bylo věnováno hutním technikám.
Bořek Šípek měl vybudované obchodní kontakty v Holandsku a Itálii ještě z doby, kdy tam působil jako návrhář. Kromě toho se stal roku 1993 hlavním architektem Pražského hradu. Firma AJETO získala dobrou pověst v odborných kruzích a díky zajištěným zahraničním objednávkám byla komerčně úspěšná. Dodávala hutně tvarované dekorativní sklo, skleněné komponenty pro interiéry Pražského hradu, vybavila kasino v Innsbrucku, obchody Karla Lagerfelda nebo muzeum Het Kruithuis v Nizozemsku. Realizovala návrhy Dale Chihulyho i jiných zahraničních výtvarníků.
Roku 1997 byla firma AJETO spolu s Crystalexem a SPŠ sklářskou v Novém Boru spolupořadatelem 6. Mezinárodního sklářského sympozia. Firma roku 1997 otevřela na hlavní třídě Nového Boru Galerii Ajeto, unikátní prodejnu skla s interiérem od B. Šípka. Ve sklepních prostorách budovy si Petr Novotný zřídil další pícky, protože poptávka po historickém sklu rostla. Od roku 2003 vyučuje sklářské umělecké řemeslo na vlastní škole, kterou založil v Novém Boru. Studenti získávají znalosti tradičních sklářských technik za využívání klasických sklářských nástrojů.

### Novotny Glass Centrum
Když o několik let později nabídl Crystalex Petru Novotnému k prodeji vedlejší objekt nevyužité mateřské školy, získal příležitost vybudovat v Novém Boru Sklářské centrum – sklářskou huť propojenou prosklenou stěnou s restaurací (otevřena 2007) a muzeem současného skla (2009), kde jsou vystaveny exponáty zahraničních sklářských výtvarníků z Mezinárodních sklářských symposií (IGS) i díla zakoupená ze soukromých sbírek a na aukcích.
Crystalex za hospodářské krize roku 2008 zbankrotoval a také firmu AJETO krize odbytu těžce postihla a musela redukovat výrobu a propouštět zaměstnance. Bořek Šípek byl té době děkanem Fakulty umění a architektury na Technické univerzitě v Liberci a přestal se o firmu starat. S Petrem Novotným se rozešel a pod vedením sklářského mistra Ivana Kubely vybudoval vlastní "Šípek Team". Roku 2012 si otevřel novou sklárnu v Novém Boru - Studio Anežka.
AJETO rozvinula svůj obchodní model do dalších oblastí, než je samotný design a výroba skla a transformovala sklářskou dílnu v místo, které je přístupné široké veřejnosti. Pro demonstrace sklářského řemesla mimo Nový Bor dal Petr Novotný zhotovit mobilní sklářskou pícku. Roku 2014 byla AJETO, která 90 % své produkce prodává v zahraničí a vyřizuje i unikátní individuální zakázky, vyhlášena Firmou roku.
V roce 2015 bylo Museum u příležitosti konání IGS rozšířeno o další patro a unikátní střechu podle návrhu architekta Leoše Bogara. Na průčelí budovy byla umístěna figurální kompozice novoborského výtvarníka Ivo Rozsypala, kam zakomponoval řadu portrétů významných osobností sklářů, výtvarníků i všech muzikantů novoborského Ajeto Dixielandu. V roce 2017 prodal Petr Novotný lindavskou sklárnu AJETO firmě Lasvit a areál v Novém Boru přejmenoval na "Novotny Glass Centrum".
Ve sklářské huti Petra Novotného jsou čtyři sklářské pece i brusírna a vyrábějí se zde speciální nástroje a pro skláře a sklářské formy pod značkou Novotný. Pracují tu další sklářští mistři, včetně syna Petra Novotného Viktora.

### Výstavy (výběr)
- 1995 Buba Mawis Gallery, Seattle, USA
- 1995 Muzeum Letohrad (s B. Šípkem)